# 아라스 전투 (1917년)
1917년의 아라스 전투(Battle of Arras)는 1917년 4월 9일부터 5월 16일까지 프랑스 아라스에서 벌어진 전투이다. 더글러스 헤이그 최고 사령관이 지휘하는 에드먼드 알렌비 장군의 영국 제1군과 호른 장군의 3군이 독일 제국 6군 및 2군과 요새화된 방어선에서 전투를 벌였다.
대규모 공격 준비 포격 후, 영국군은 4.5마일(약 7.2킬로미터)을 진격했다. 이는 참호전이 시작된 이래 가장 넓게 확보한 것이었다. 가장 성공적이었던 것은 145 고지 점령이었는데, 이 전투는 캐나다 군단의 비미 능선 전투로도 잘 알려졌다. 145 고지는 주변 지형을 관측할 수 있었으며, 이곳을 점령한 군대에 큰 군사적 이점을 가져다주는 곳이었다.
영국은 15만 명을 잃었으며, 독일은 10만 명을 잃었다. 전략적 돌파구는 얻은 것이 없었다.

## 같이 보기
- 제1차 세계 대전